# エルンスト・グレフェンベルグ
エルンスト・グレフェンベルグ（Ernst Gräfenberg、1881年9月26日 - 1957年10月28日）はドイツの産婦人科医。ユダヤ系。ヴュルツブルク大学医学部を卒業後、1905年からキール大学の産婦人科で教鞭を執り、1910年にベルリンで病院の産婦人科部長となった。女性器の研究で有名である。Gスポットは彼にちなんで名付けられ、グレーフェンベルク・リング（子宮内避妊具）の発明者である。
1930年にグレーフェンベルク・リングが発表されたのをうけて、1932年に産婦人科医（後に政治家）の太田典礼（1900年10月7日 - 1985年12月5日）が太田リングを考案している。
ナチスが台頭し始めると、1934年、ユダヤ系の医師のハンス・レフェルトからドイツから出るようグレフェンベルグを説得。しかしナチスの高官の妻が顧客にいたことからグレフェンベルグは自分は安全だと信じ、その申し出を断った。1937年、国外に貴重な切手を持ち出したなどで逮捕。アメリカの産児制限活動家のマーガレット・サンガーは刑務所にいた彼を身請けし、1940年についに出国を許された。
子宮内に異物を挿入することによって避妊できることは古くから知られていたが、グレーフェンベルク・リングの発明により子宮内避妊具は世界中に広まった（日本で認可されたのは1974年）。